# Piotr Dubiela
Piotr Dubiela (ur. 13 czerwca 1971 w Kołobrzegu) – polski piłkarz grający na pozycji pomocnika.

## Życiorys
Jest wychowankiem Kotwicy Kołobrzeg. Następnie występował w Gwardii Koszalin, ponownie w Kotwicy, Amice Wronki, Pogoni Szczecin, jako grający trener w Kotwicy, austriackim USV Leitzersdorf, a od 2006 do 2008 był zawodnikiem oraz asystentem trenera Wojciecha Polakowskiego w Redze-Meridzie Trzebiatów.
W I lidze zadebiutował w barwach Amiki 29 lipca 1995, w meczu z Rakowem Częstochowa (3-1).
Ogółem rozegrał na najwyższym szczeblu rozgrywek 147 spotkań i zdobył 10 goli.

## Sukcesy
- Trzykrotny Puchar Polski w barwach Amiki Wronki – 1998, 1999, 2000
- Superpuchar Polski w 2000 z Amiką
- Wicemistrzostwo Polski 2001 z Pogonią Szczecin